# Quatre Cocos
 (avril 2014).
Si vous disposez d'ouvrages ou d'articles de référence ou si vous connaissez des sites web de qualité traitant du thème abordé ici, merci de compléter l'article en donnant les références utiles à sa vérifiabilité et en les liant à la section « Notes et références ».
Quatre-Cocos est un village de l'île Maurice situé dans le district de Flacq.

## Géographie

### Communes limitrophes
| Mare la Chaux |              |                  |
| Isidore Rose  | Quatre Cocos | Palmar           |
| Camp-Ithier   | Bel-Air      | Trou d'eau Douce |

## Toponymie
L'origine du nom de Quatre Cocos viendrait de quatre habitants, jugés sages ou très intelligents, à l’époque de la fondation du village, "Cocos" en créole signifiant érudits. Ces quatre "Cocos" sont E. Dupré, A. d’Epinay, F. Nozaic et J. Ithier.